# Kraisslita
La kraisslita és un mineral de la classe dels fosfats. Rep el nom de Frederick (1899-1986) i Alice Kraissl (1905-1986), col·leccionistes de minerals de Franklin, Nova Jersey, antics oficials de la Societat Mineralògica de Franklin-Ogdensburg i generosos benefactors al Museu Miner de Franklin.

## Característiques
La kraisslita és un fosfat de fórmula química Zn₃(Mn,Mg)25(Fe3+,Al)(As3+O₃)₂[(Si,As5+)O₄]10(OH)16. Va ser aprovada com a espècie vàlida per l'Associació Mineralògica Internacional l'any 1977. Cristal·litza en el sistema ortoròmbic. La seva duresa a l'escala de Mohs es troba entre 3 i 4.
Segons la classificació de Nickel-Strunz, la kraisslita pertany a «08.BE: Fosfats, etc. amb anions addicionals, sense H₂O, només amb cations de mida mitjana, (OH, etc.):RO₄ > 2:1» juntament amb els següents minerals: augelita, grattarolaïta, cornetita, clinoclasa, arhbarita, gilmarita, allactita, flinkita, raadeïta, argandita, clorofenicita, magnesioclorofenicita, gerdtremmelita, dixenita, hematolita, mcgovernita, arakiïta, turtmannita, carlfrancisita, synadelfita, holdenita, kolicita, sabel·liïta, jarosewichita, theisita, coparsita i waterhouseïta.

## Formació i jaciments
Va ser descoberta a la mina Sterling, a Ogdensburg, dins el districte Miner de Franklin, al Comtat de Sussex (Nova Jersey, Estats Units). Es tracta de l'únic indret on ha estat descrita aquesta espècie mineral.